# Harker Point
Der Harker Point ist eine Landspitze, die das südliche Ende von Bristol Island im Archipel der Südlichen Sandwichinseln bildet.
Wissenschaftler der britischen Discovery Investigations kartierten und benannten sie im Jahr 1930. Namensgeber ist der britische Schiffstechniker A. Harker vom Ingenieursunternehmen Flannery, Baggallay & Johnson Ltd. aus Liverpool, der dem Beratergremium dieser Forschungsreihe angehört hatte.